# Breite Krone
Die Breite Krone (3079 m ü. M.), die rätoromanisch im Idiom Vallader entsprechend Curuna Lada genannt wird, ist ein Berg in der Fluchthorngruppe, die Teil der östlichen Silvretta ist. Sie liegt zur Gänze auf Schweizer Gebiet im Kanton Graubünden, befindet sich aber nur 700 Meter östlich der Landesgrenze zu Österreich. Sie ist neben dem höheren Piz Tasna einer der auffälligen Berge am Talende des Fimbatales.

## Lage und Umgebung

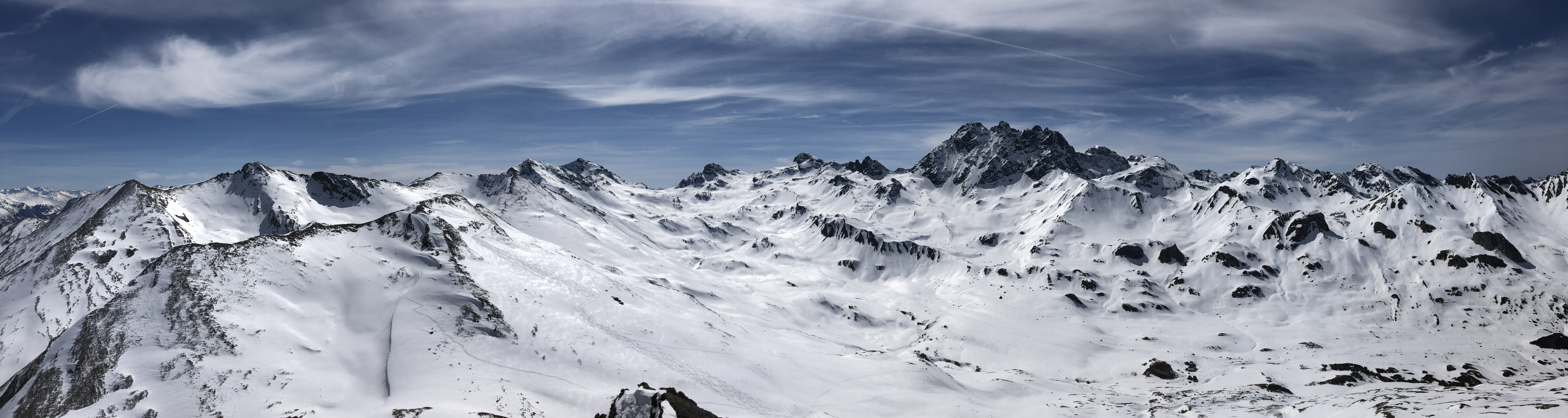
Oberes Val Fenga (Fimbertal/Fimbatal) mit Hohem Kogel, Fuorcla Larein (Ritzenjoch), Heidelberger Spitze, Piz Larein (Lareinfernerspitze), Schnapfenspitze, Fluchthorn, Zahnjoch, Zahnspitze, Paulcketurm, Krone, Falsches Kronenjoch, Piz Faschalba (Grenzeckkopf), Breite Krone, Piz Tasna, Piz Laver, Piz Davo Dieu, Piz Davo Lais, Piz Mottana und Ils Chalchogns (von rechts nach links), mittig hinten die Fuorcla da Tasna, rechts unten die Heidelberger Hütte

Die Breite Krone befindet sich 700 Meter östlich des Kronenjochs (2980 m), das im Hauptkamm der Silvretta liegt, der hier das Jamtal im Westen vom Fimbatal im Osten trennt und die Grenze zwischen der Schweiz und Österreich darstellt. Die Breite Krone selbst befindet ist sich nicht im Hauptkamm, sondern ist diesem östlich vorgelagert. Der Hauptkamm verläuft an dieser Stelle in Nord-Süd-Richtung und biegt erst etwa 500 Meter südlich des Kronenjochs, am Grenzeckkopf, nach Westen ab. Vom Hauptkamm ist die Breite Krone durch das sogenannte falsche Kronenjoch (2958 m) getrennt, das eine undeutliche Einsattelung darstellt und sich 300 Meter östlich des «richtigen» Kronenjochs befindet, das etwas mehr als 20 Meter höher liegt.
Nördlich der Breiten Krone befinden sich Reste des Gletschers Vadret da Fenga (Fimbergferner). Dieser vormals große, terrassenartige Gletscher überdeckte einst die Ostflanke des Hauptkamms vom Fluchthorn bis zur Furcla Tasna, so dass die Breite Krone wohl vollständig von Eis umgeben war.

## Alpinismus

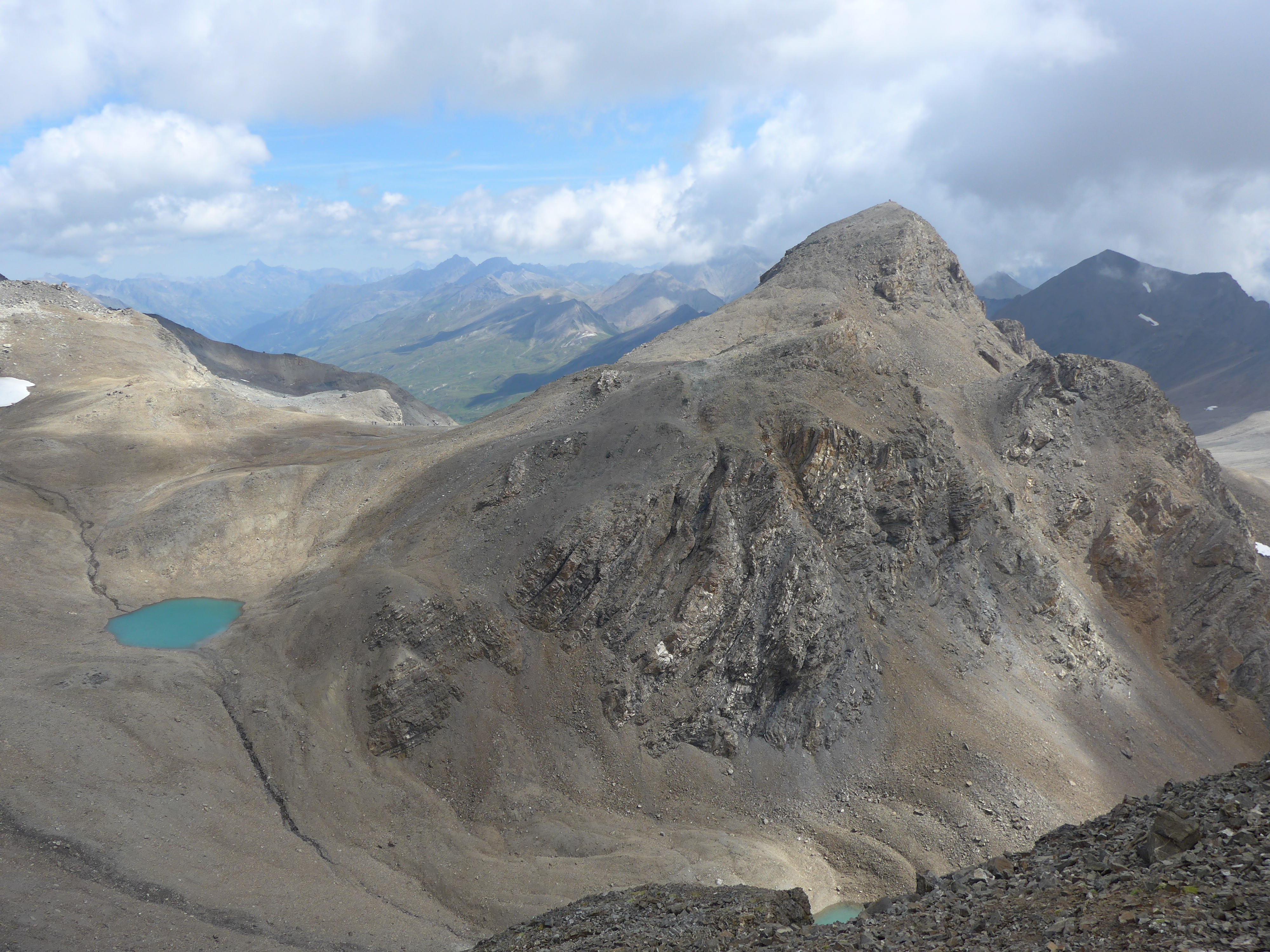
Breite Krone von Südwesten mit Normalweg, links das falsche Kronenjoch, davor der Lai da Faschalba (See), gesehen vom Grenzeckkopf

Vom Falschen Kronenjoch kann die Breite Krone von Westen in weniger als einer Viertelstunde leicht über Geröll erstiegen werden, vom Kronenjoch in etwa 30 Minuten. Zum falschen Kronenjoch gelangt man von Norden, von der Heidelberger Hütte, in etwa 2½ Stunden Alternativ kann man die Breite Krone auch von der Jamtalhütte über das Kronenjoch in 2½ bis 3 Stunden erreichen. Die Ersteigung der Breiten Krone ist auch im Rahmen einer leichten Skitour möglich.